# 許孟卿
許孟卿（生年不詳—卒年不詳），字進侯，直隸蘇州府常熟縣人。明朝政治人物。

## 生平
天啟四年（1624年）甲子科鄉試第二名舉人。崇禎十年（1637年）丁丑科第三甲第二十四名同進士出身。吏部觀政，本年六月授福建建寧府推官。署理建安縣知縣，勤勞安撫體恤百姓。卒於任上，開啟許孟卿的儲物箱，僅有破舊衣物幾件，幕僚屬官為其殯殮。